# Trachylepis wingati
Trachylepis wingati (сцинк Вінгейта) — вид сцинкоподібних ящірок родини сцинкових (Scincidae). Мешкає в Північно-Східній Африці. Вид названий на честь британського військового і колоніального адміністратора Реджинальда Вінгейта.

## Поширення і екологія
Сцинки Вінгейта мешкають на сході Південного Судану та в Ефіопії. Вони живуть у вологих саванах та на високогірних луках, на висоті від 400 до 2100 м над рівнем моря.